# 陽明山東西大縱走
陽明山東西大縱走，又名陽明山十連峰，是位於陽明山國家公園範圍內的一條縱走路線，起於國家公園東南邊的風櫃嘴，經過十座山頭後，止於國家公園西南邊的清天宮登山口，全長約24公里。
大縱走經過的十座山頭上均立有拓印柱，各山名及其拓印柱刻字由東向西依序為頂山（陽）、石梯嶺（明）、雞心崙（山）、七星山東峰（東）、七星山主峰（西）、大屯山主峰（大）、大屯山南峰（縱）、大屯山西峰（走）、面天山（活）及向天山（動）。
其中「山」字拓印柱原本位於竹篙山，在2019年7月的「陽明山東西大縱走活動」中移至雞心崙。
2021年，台灣越野跑者周青以2小時48分創下陽明山十連峰傳統路線（經竹篙山）的「最快已知時間」（Fastest Known Time，縮寫FKT）紀錄。2024年3月12日，香港越野跑者黃浩聰以2小時42分35秒打破該項紀錄。